# Daniel Gustavsson
Daniel Gustavsson (sinh ngày 29 tháng 8 năm 1990) là một cầu thủ bóng đá người Thụy Điển thi đấu cho IF Elfsborg.

## Sự nghiệp
Gustavsson là một tiền vệ thi đấu ở AIK theo dạng cho mượn mùa giải 2009 cùng với FC Väsby United và Västerås SK.
Ngày 10 tháng 12, Gustavsson ký bản hợp đồng 3 năm cùng với Örebro SK giúp anh chuyển vĩnh viễn tới câu lạc bộ.

## Danh hiệu

### AIK
- Allsvenskan: 2009
- Cúp bóng đá Thụy Điển: 2009